# SpongeBob's Big Birthday Blowout
SpongeBob's Big Birthday Blowout este un episod special din 2019 bazat pe serialul de televiziune animat american SpongeBob SquarePants. Scenariul a fost scris de Kaz și Mr. Lawrence și a fost regizat de Sherm Cohen, Dave Cunningham și Adam Paloian. În plus, Brian Morante și Fred Osmond au fost directorii de storyboard, Michelle Bryan, Alan Smart și Tom Yasumi au fost regizori de animație, iar Jonas Morgenstein a regizat segmentele de acțiune live. Specialul, produs ca parte a celui de-al doisprezecelea sezon al emisiunii, a fost lansat inițial pe Nickelodeon în Statele Unite, pe 12 iulie 2019, sărbătorind a douăzecea aniversare a seriei.
Serialul de televiziune urmărește aventurile personajului din titlu (exprimat de Tom Kenny) în orașul subacvatic Bikini Bottom. În special, cetățenii din Bikini Bottom planifică o petrecere de aniversare surpriză pentru SpongeBob, în timp ce el și Patrick (exprimați de Bill Fagerbakke) vizitează lumea de suprafață și se confruntă cu ei în viața  Porțiunile live-actuale ale specialului includ, de asemenea, mai multe vedete invitate, inclusiv Kel Mitchell, Jack Griffo, Daniella Perkins și David Hasselhoff. Episodul este dedicat memoriei creatorului SpongeBob, Stephen Hillenburg, care a murit din cauza complicațiilor ALS în 2018. La lansare, episodul a primit recenzii în general pozitive.